# 谢尔盖·伊留申
谢尔盖·弗拉基米罗维奇·伊留申（俄语：Серге́й Владимирович Илью́шин，1894年3月30日—1977年2月9日），一译作伊柳辛，蘇聯著名飛機設計師，伊留申设计局的创始人，上将工程师。他的著名作品是1939年设计的伊尔-2（Ил-2）攻击机，在苏德战争中发挥重要作用。战后该设计局主要设计大型客机和轰炸机。
苏联著名试飞员弗拉基米尔·谢尔盖耶维奇·伊留申是他的儿子。